# Black Dog
Black Dog е песен на английската рок група „Лед Зепелин“, включена като начална песен в четвъртия им студиен албум Led Zeppelin IV (1971). Песента е издадена като сингъл и влиза в класациите на няколко страни; но, сингълът не е издаден в Обединеното кралство, също както техните преднишни сингли, което е практика на групата. Песента е включена в класацията на списание „Ролинг Стоун“ (САЩ) – „500-те най-велики песни на всички времена“ и е класирана на първо място от списание „Кю“ (Великобритания) за „20 най-велики песни за китара“.

## Композиране
Black Dog е изградена около динамиката и реакция между вокалиста и групата, с начални и спиращите акапелни стихове, вдъхновени от песента на „Флийтуд Мак“ от 1969 г. Oh Well, според биографа Дейв Луис. Заглавието е препратка към безименен черен лабрадор ретривър, който се скита из студиата в Хейдли, Хампшър по време на записите на албума. Песента е записана със звукорежисьора Анди Джонс в Лондон.
Басистът Джон Пол Джоунс, на когото се приписва основния китарен риф, е вдъхновен от противоречивия албум на Мъди Уотърс от 1968 г. Electric Mud. Той добавя криволичещ риф и сложни промени в ритъма, които биографът Кийт Шадуик описва като „умен модел, който се обръща обратно към себе си повече от веднъж, пресичайки между тактовите размери“.

## Музиканти
- Робърт Плант – вокали, хармоника
- Джими Пейдж – китара
- Джон Пол Джоунс – бас китара
- Джон Бонъм – барабани